# Amor liviano
Amor liviano es el segundo álbum de estudio de la banda de rock uruguaya Bufón, editado en 2005 a través de Koala Records. La canción «Love» se lanzó como sencillo principal.
Además de mantener la mezcla de funk y heavy metal incluido en su álbum debut, Nérpola (2003), en Amor liviano el grupo incorporó otros géneros como el bolero. El disco fue presentado en la Sala Zitarrosa en abril de 2006.

## Lista de canciones
Todas las letras escritas por Osvaldo Garbuyo, excepto las indicadas.
| N.º | Título                          | Duración |  |
| 1.  | «Love»                          | 4:03     |  |
| 2.  | «Marianelas»                    | 3:55     |  |
| 3.  | «Superman» (Leo Masliah)        | 3:10     |  |
| 4.  | «La humedad»                    | 5:35     |  |
| 5.  | «El combinado»                  | 5:25     |  |
| 6.  | «Chanchita por ti»              | 1:16     |  |
| 7.  | «Gladiador de lengua»           | 3:04     |  |
| 8.  | «Plateado»                      | 2:57     |  |
| 9.  | «¿Jugás?»                       | 4:24     |  |
| 10. | «Pequeña»                       | 5:18     |  |
| 11. | «Una cobra en mi jardín»        | 5:07     |  |
| 12. | «Nene de cumpleaños (la torta)» | 3:35     |  |
| 13. | «B.Z.T.»                        | 1:36     |  |

## Créditos
Bufón
- Osvaldo Garbuyo - Voz
- Aníbal Pereda - Bajo
- Gabriel Méndez - Guitarra
- Diego Méndez - Batería

Músicos adicionales
- Pablo Silvera - Voz en «¿Jugás?»
- Leo Masliah - Teclado en «Superman»[4]

Producción
- Federico Langwagen - Producción[2]